# Авіцотль
Авіцотль (науатль Āhuitzotl, МФА: [aːˈwits͡otɬ͡]) — 8-й тлатоані Теночтітлана з 1486 до 1502 року. Найуспішніший і найсильніший володар Ацтецької імперії, який значно її розширив. Ім'я перекладається як «Водяний голкошерст» або «Видра».

## Життєпис
Син Тезозомока, сина Іцколатля, та Атотоцлі, доньки Монтесуми I, брат попередника Тісока. Влаштував змову й відсторонив останнього від влади у 1486 році.
Спочатку він зміцнив свою владу всередині Теночтітлану. У 1487 році Авіцотль завершив будівництво Великого Храму Теночтітлану. Відкриття його перетворилося не велике свято, за три доби якого було принесено у жертву 80 тисяч полонених.
Після цього Авіцотль придушив повстання Вастеса та Мецтітлана. Потім він захопив область між містами Толула й Тула, захопив Мікстек, підкорив племена сапотеків. На сході Авіцотль здійснив чергу успішних походів на територію Оахака, підкорив область Теуантепека дійшов до гавані Хоконочко на кордоні сучасної Гватемали. Водночас почався наступ на долину Пуебло. У 1498 році на чолі із Тлакауепаном, племінником тлатоані, війська Портійного союзу, міст Чалько, Хочимілько, Куітлауака та Місквіка напали на місто-державу Атліско. Проте вони зазнали невдачі, а Тлакауепан загинув.

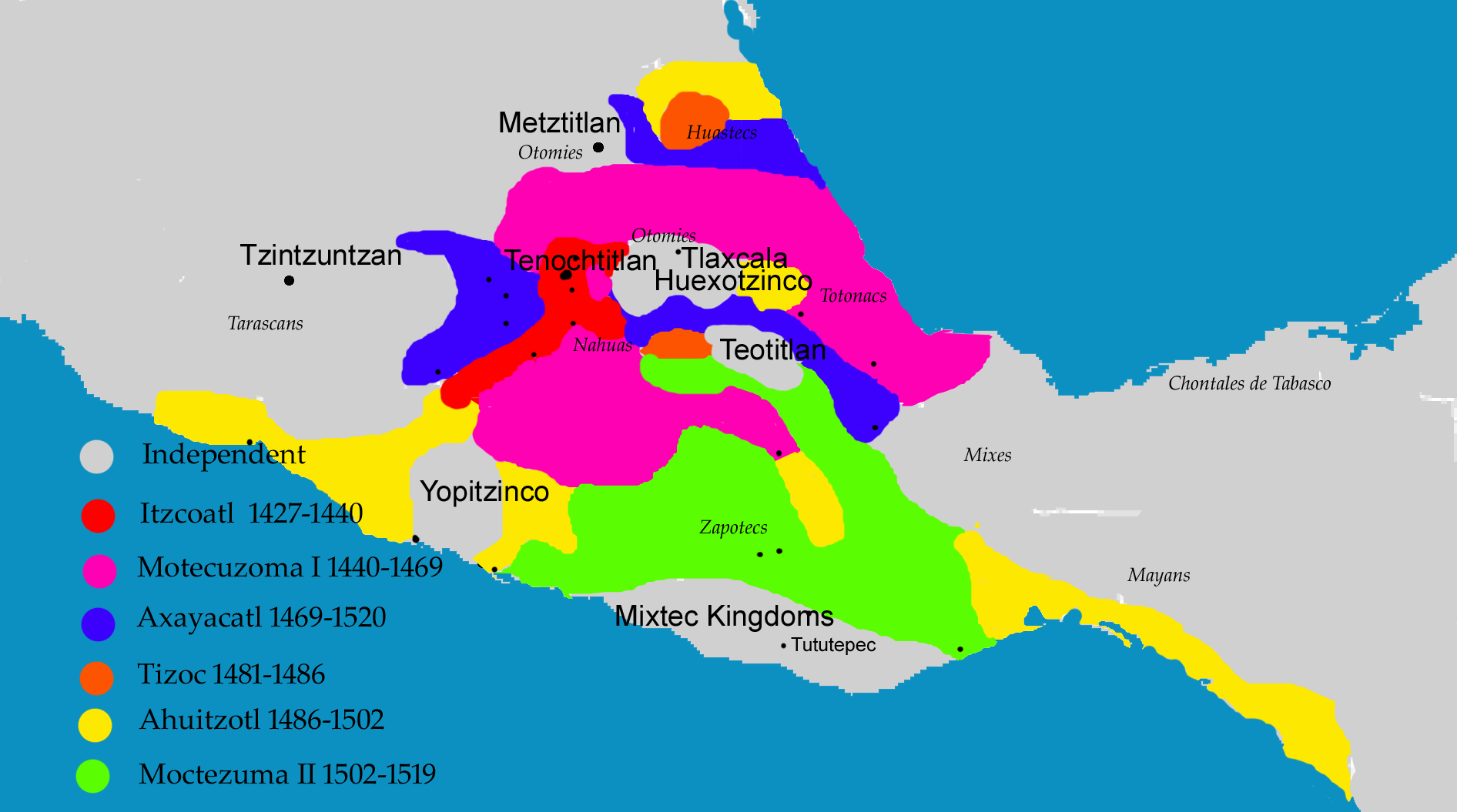
Ацтецька імперія. Завоювання Авіцотля виділено жовтим кольором

Після цього Авіцотль втрутився у громадянську війну у місті Вешоцинко, захопив його володаря Тольтекатля та стратив. В результаті могутність Вешоцинко була зруйнована. У Теночтітлана у долині Пуебло залишився один сильний ворог — Тласкала.
За веденням війн Авіцотль не забував про благоустрій та розбудову власне Теночтітлану. Населення міста значно виросло, тому тлатоані вирішив збудувати за порадою придворного астролога Куекуеша великий водопровід від джерел поряд з містом Койоакана. Від отримав згоду правителя цього міста Цоцоми на це будівництво. При цьому Цоцома попередив, що ці джерела занадто сильні, що може бути небезпечним. Цоцома порадив Авіцотлю відмовитися від своєї ідеї, що було розцінено як непокору й володаря Койоакана було страчено. У 1500 водопровід було споруджено. Проте Цоцома виявився правим — новий водопровід не витримав, води затопили Теночтітлан. Авіцотль вимушений був тікати з власного палацу. За деякими відомостями під час цієї події він серйозно травмувався, внаслідок чого помер. Інші дані свідчать, що Авіцотль помер через декілька років, у 1502 році, під час повернення з військового походу проти міста Хоконочко на півдні сучасної Мексики. А саме — його було отруєно.

## Родина
Дружина — Тліланкапатль
Діти:
- Куаутемок